# Ácido 2-hidroxi-4-(metiltio)butírico
El ácido 2-hidroxi-4-(metiltio)butírico es un compuesto orgánico cuya fórmula estructural es CH3SCH2CH2CH(OH)CO2H. Es un sólido blanco. En cuanto a grupos funcionales, se trata de un ácido α-hidroxi-carboxílico y un tioéter. El compuesto está estructuralmente relacionado con el aminoácido metionina debido a la sustitución de la amina por un grupo hidroxilo.
Este compuesto se fabrica para su comercialización en forma racémica a partir de la acroleína añadiendo metanotiol por conjugación, y a continuación se forma e hidroliza una cianohidrina. Se emplea como un sustituto de la metionina en la alimentación de los animales.
En la naturaleza, este compuesto es también un intermediario en la biosíntesis del 3-dimetilsulfoniopropionato, un precursor del dimetilsulfuro natural.